# Slag bij Milazzo (888)
De Slag bij Milazzo was een zeeslag die in 888 werd uitgevochten tussen de Byzantijnse en Aghlabidische-vloten voor de kust van Noordoost-Sicilië. De strijd was een belangrijke overwinning van Aghlabiden. Het is ook wel bekend als de Tweede Slag bij Milazzo, waarbij de Slag bij Stelai wordt geteld als de Eerste Slag bij Milazzo.

## Strijd
In 888 begonnen de Aghlabiden een nieuwe expeditie gericht op Byzantijns Calabrië, met schepen uit zowel Sicilië als Ifriqiya. Bij Milazzo ontmoette de vloot een Byzantijns squadron van de keizerlijke vloot van Constantinopel. De daaropvolgende strijd wordt door geen enkele Byzantijnse bron genoemd, maar alleen door Ibn Idhari's al-Bayan al-Mughrib en de Cambridge Chronicle. Beiden zijn het erover eens dat het een verpletterende Aghlabidische overwinning was - hun eerste in open zee-gevechten: naar verluidt verdronken 5.000 Byzantijnen en 7.000 in totaal (of 7.000 meer, afhankelijk van de vertaling uit het Arabisch) werden gedood.

## Nasleep
In de nasleep van dit debacle verlieten de Byzantijnen veel bolwerken die ze in de Val Demone hadden gehouden, omdat ze niet hoopten op hulp uit Byzantium. De anderen sloten een wapenstilstand met de Aghlabidische gouverneur van Sicilië. Zelfs het garnizoen en de bevolking van Rhegion zouden hun stad tijdelijk hebben verlaten uit angst voor Aghlabidische aanvallen.